# Berenguer de Bardaixí i López de Sesé
Berenguer de Bardaixí i López de Sesé (Benasc, Alta Ribagorça, ca. 1365 - Barcelona, 1432) fou un cavaller i jurista aragonès del llinatge dels Bardaixí, senyor de Saidí.

## Orígens familiars
Era el germà petit d'Arnau de Bardaixí, el cap de la família amb seu a Benasc.

## Matrimoni i descendents
Es casà amb Isabel de Ram, germana de Domènec Ram i Lanaja, bisbe d'Osca, amb qui tingué quatre fills:
- Joan de Bardaixí,[3] l'hereu
- Berenguer de Bardaixí i Ram,
- Jordi de Bardaixí i Ram, bisbe de Tarassona
- Maria de Bardaixí, mare del futur president de la Generalitat Pero Ximénez de Urrea i de Bardaixí.

## Biografia
Entre 1389 i 1404 va ser procurador i camarlenc de la reina Violant de Bar (vídua de Joan I d'Aragó "el Caçador"). Assistí a les Corts Generals de Maella del 1404. Tres anys després representà Martí I d'Aragó "l'Humà" davant el concili provincial de Saragossa.

### Compromís de Casp
Durant la crisi successòria que va durar des del 1410 al 1412 va ser un actiu agent de Ferran de Trastàmara, del que segons es va denunciar llavors en cobrava un suborn de 500 florins al mes. De fet, va ser membre absolutament de totes les comissions que es crearen al parlament d'Alcanyís i malgrat que no formava part de l'estament eclesiàstic en va presidir alguna. Aquest parlament estava reunit per trobar una sortida a la successió. El 1412 fou un dels nomenats per ser compromissari al Compromís de Casp que l'havia de resoldre. Va votar pel candidat Ferran de Trastàmara.

### Revolta del comte d'Urgell
Ferran de Trastàmara el nomenà cap de les seves forces al Pirineu quan entraren al país els mercenaris estrangers contractats per un altre dels candidats al tron, Jaume II d'Urgell. Quan Ferran fou coronat rei i Jaume d'Urgell se li va rebel·lar el 1413 en un últim intent d'assolir el poder, Berenguer de Bardaixí va participar en el Setge de Balaguer (1413) on el comte havia quedat reclòs. I quan fou definitivament vençut, Berenguer fou un dels que signaren la sentència de presó perpètua del Dissortat, per la qual cosa fou recompensat amb 60.000 florins d'or i diverses possessions que foren confiscades al casal d'Urgell: els castells de l'Almolda, Os i Castellflorit.
Més tard també va ser conseller del rei Alfons V d'Aragó "el Magnànim" (fill de Ferran), qui el 1420 el va nomenar Justícia d'Aragó. Des d'aquest càrrec reprimí amb severitat els principals brots aragonesos d'oposició al poder reial. Morí el 1432, quan era una figura respectada i temuda pel seu alt càrrec i pel favor del rei; les seves possessions comprenien els castells urgellencs esmentats, la vila de Saidí, part de Vilella de Cinca, les baronies d'Antillón i de La Almolda, i els pobles de Pertusa, Bespén i Letux.